# Sens-Ouest (tổng)
Tổng Sens-Ouest là một tổng của Tỉnh của Yonne.
Tổng này được lập năm 1970. Cùng với các tổng Sens-Nord-Est và Sens-Sud-Ouest đã thay thế 2 tổng cũ là Sens-Nord và Sens-Sud.

## Phân chia hành chính
Tổng Sens-Ouest được chia thành các xã:
- Collemiers;
- Cornant;
- Courtois-sur-Yonne;
- Égriselles-le-Bocage;
- Étigny;
- Gron;
- Marsangy;
- Nailly;
- Paron;
- Saint-Denis;
- Saint-Martin-của -Tertre;
- Sens (một phần của xã);
- Subligny.